# Маріу Суаріш
Ма́ріу Албе́рту Но́брі Ло́піш Суа́ріш (порт. Mário Alberto Nobre Lopes Soares МФА: [ˈmaɾju alˈβɛɾtu ˈnɔβɾɨ ˈlɔpɨʃ suˈaɾɨʃ]; 7 грудня 1924, Лісабон — 7 січня 2017, Лісабон) — португальський державний і політичний діяч, соціаліст. 17-й Президент Португалії з 10 березня 1986 по 9 березня 1996 року. Був також двічі прем'єр-міністром Португалії, 5-м і 12-м після Революції гвоздик.

## Біографія
Син педагога, закінчив історично-філософський факультет Лісабонського університету (1951 рік), згодом юридичний факультет того ж університету (1957 рік). Суаріш ще студентом вступив в Комуністичну партію (вийшов у 1951 році) і брав активну участь у боротьбі проти диктаторського режиму Салазара. Суаріша неодноразово заарештовували, що позбавило його можливості працювати за фахом викладачем історії та географії і змусило його стати юристом. Суаріш брав активну участь у виборчих кампаніях опозиції, в тому числі і в президентській кампанії Умберту Делгаду в 1958 році. Поступово його погляди ставали менш комуністичними, і в квітні 1964 року він взяв участь у створенні в Женеві партії Соціалістична дія Португалії. У березні 1968 року Суаріш з родиною був висланий в Сан-Томе і Принсіпі, але вже через 8 місяців після приходу до влади Марселу Каетану йому було дозволено повернутися на батьківщину. У 1970 році Суаріш був змушений виїхати за кордон, де у 1973 році брав участь у створенні Соціалістичної партії Португалії і був обраний її Генеральним секретарем.

## Політична діяльність після 1974 року
За кілька днів (28 квітня 1974 року) після Революції гвоздик Суаріш повернувся на батьківщину, де став Міністром у справах заморських територій Ради національного порятунку, і, зокрема, вів на цій посаді переговори про незалежність Мозамбіку з лідером ФРЕЛІМО Саморою Машелом. Після перемоги соціалістів на парламентських виборах у 1976 році Суаріш сформував уряд меншості після невдалих переговорів про коаліцію з комуністами. Жорсткі заходи, вжиті Суарішом для стабілізації економіки країни зробили його непопулярним і змусили піти через два роки у відставку. Після перемоги лівих сил на парламентських виборах у 1983 році Суаріш знову став прем'єр-міністром, сформувавши коаліцію соціалістів і соціал-демократів. Головним його досягненням на цій посаді стала успішна підготовка до вступу Португалії в ЄС. У 1985 році Суаріш програв парламентські вибори соціал-демократам на чолі з Анібалом Каваку Сілвою, але в 1986 році, зумівши згуртувати ліві сили, здобув перемогу з незначною перевагою в другому турі президентських виборів над Діогу Фрейташем ду Амаралом, який лідирував у першому турі, а в 1991 році був переобраний в першому ж турі за підтримки як соціалістів, так і соціал-демократів.
У 1991 році заснував власну фундацію.
Після відходу з поста президента Республіки Суаріш був в 1999—2004 роках депутатом Європейського парламенту, а в 2006 році знову став офіційним кандидатом соціалістів на президентських виборах, де програв Анібалу Каваку Сілві та незалежному лівому Мануелові Алегре, набравши менше 15 % голосів.

## Результати виборів

### Президентські вибори1986року

#### Перший тур26 січня1986року
| Кандидат                   | Голосів          | %     |
| Діогу Фрейташ ду Амарал    | 2.629.597        | 46,31 |
| Маріу Суаріш               | 1.443.683        | 25,43 |
| Салгаду Зенья              | 1.185.867        | 20,88 |
| Марія де Лурдеш Пінтасілгу | 418.961          | 7,38  |
| Анжелу Велозу              | зняв кандидатуру | --    |

#### Другий тур16 лютого1986року
| Кандидат                | Голосів   | %     |
| Діогу Фрейташ ду Амарал | 2.872.064 | 48,37 |
| Маріу Суаріш            | 3.010.756 | 50,71 |

### Президентські вибори13 січня1991року
| Кандидат         | Голосів   | %     |
| Базіліу Орта     | 696,379   | 14,16 |
| Маріу Суаріш     | 3.459.521 | 70,35 |
| Карлуш Карвальяш | 635,373   | 12,92 |
| Карлуш Маркеш    | 126,581   | 2,57  |

### Президентські вибори22 січня2006року
| Кандидат                      | Голосів   | %     |
| Анібал Каваку Сілва           | 2.746.689 | 50,6  |
| Мануел Алегре                 | 1.125.077 | 20,72 |
| Маріу Суаріш                  | 778.781   | 14,34 |
| Жероніму де Соуза             | 466.507   | 8,59  |
| Франсішку Лоуса               | 288.261   | 5,31  |
| Гарсія Перейра                | 23.622    | 0,44  |
| Не брали участь у голосуванні | 3.303.972 | 37,39 |